# Bothriogaster signata
Bothriogaster signata är en mångfotingart som först beskrevs av Kessler 1874.  Bothriogaster signata ingår i släktet Bothriogaster och familjen trädgårdsjordkrypare. Inga underarter finns listade i Catalogue of Life.